# Borders (película de 1989)
Borders es una película para la televisión, creada por medio de Experimental Television Center y Film Video Arts de la ciudad de Nueva York. Fue presentada en el capítulo 505 de la temporada de "New Television" (1989).

## Argumento
La película comienza con una corta pieza dramática que presenta los problemas de complicidad, resistencia y límites. Se investigan estas temáticas en forma de documental. En el prólogo, Steve Buscemi hace el papel de Ismael, un joven científico que va a trabajar en una gran instalación de investigación científica. Allí, Ted desarrolla ideas que producen consternación y rechazo por parte de sus compañeros de trabajo pero son bien recibidas por sus supervisores. Los jóvenes científicos están contribuyendo en la investigación de la actividad nuclear y sus descubrimientos últimamente son militarizados. En su hogar, la novia de Ted, Jane, empaca sus cosas y se va, incapaz de vivir con lo que ella percibe como culpabilidad de Ted. En la discusión entre Jane y Ted, él demuestra sus esperanzas en hacer avances medicinales y no ve su trabajo necesariamente malvado, y dice: "A veces, tienes que unirte a ellos para vencerlos".

## Reparto
- Steve Buscemi como Ted.
- Richard Leighton como Guard.
- Mark Folger como Kevin.
- Mark Boone Junior como Bob.
- Geoff Lee como Compañero de trabajo.
- Rae C. Wright como Jane.